# Todor Bourmov
Todor Stoyanov Bourmov (en bulgare : Тодор Стоянов Бурмов), né le 14 janvier 1834 et mort le 7 novembre 1906, est un homme politique bulgare, Premier ministre de la principauté de Bulgarie de juillet à décembre 1879.

## Biographie
Il fait des études à l'académie théologique de Kiev, puis devient instituteur et éditeur. Il souhaite que l'Église orthodoxe bulgare reste rattachée au Patriarcat œcuménique de Constantinople. Il rejoint le parti conservateur (en), puis entre au parti libéral progressiste (en) en 1885.
Il est nommé Premier ministre par le prince Alexandre Ier de Bulgarie le 17 juillet 1879. Il occupe ce poste jusqu'à la démission de son cabinet le 6 décembre 1879. Quelques années plus tard, en 1883, il est ministre des Finances dans le cabinet de Leonid Sobolev .